# Adeus, Minha Concubina
Ba wang bie ji (prt/bra: Adeus, Minha Concubina; em mandarim: 霸王別姬, Bàwáng Bié Jī) é um filme sino-honconguês de 1993, dos gêneros guerra e drama músico-romântico, dirigido por Chen Kaige, com roteiro de Bik-Wa Lei e Wei Lu baseado no romance homônimo de Pik Wah Lee (Lilian Lee).

## Sinopse
Douzi e Xiaolou, amigos desde que frequentavam a escola de ópera, ainda na infância, se separam quando Xialou se casa com uma prostituta, mas percebem que o afastamento os faz sentir mais necessidade um do outro, numa China mergulhada na guerra.

## Elenco
| Ator          | Personagem                                                                                     |
| ------------- | ---------------------------------------------------------------------------------------------- |
| Leslie Cheung | Cheng Dieyi (程蝶衣) / Xiaodouzi (小豆子)                                                      |
| Yin Zhi       | Cheng Dieyi (adolescente)                                                                      |
| Ma Mingwei    | Cheng Dieyi (criança)                                                                          |
| Zhang Fengyi  | Duan Xiaolou (段晓楼) / Xiaoshitou (小石头)                                                    |
| Zhao Hailong  | Duan Xiaolou (adolescente)                                                                     |
| Fei Yang      | Duan Xiaolou (criança)                                                                         |
| Gong Li       | Juxian (菊仙 Júxiān)                                                                           |
| Ge You        | Yuan Shiqing (袁世卿 Yuán Shìqīng)                                                             |
| Lü Qi         | Mestre Guan (chinês simplificado: 关师傅; chinês tradicional: 關師傅; pinyin: Guān-shīfu)      |
| Ying Da       | Na Kun (那坤 Nā Kūn)                                                                           |
| Yidi          | Eunuco Zhang (chinês simplificado: 张公公; chinês tradicional: 張公公; pinyin: Zhāng-gōnggong) |
| Zhi Yitong    | Saburo Aoki (青木 三郎, Pinyin chinês: Qīngmù Sānláng, Japonês: Aoki Saburō)                   |
| Lei Han       | Xiaosi                                                                                         |
| Li Chun       | Xiaosi (adolescente)                                                                           |
| Li Dan        | Laizi (chinês simplificado: 小癞子; chinês tradicional: 小癩子; pinyin: Xiǎo Làizǐ)            |
| Yang Yongchao | Laizi (criança)                                                                                |
| Jiang Wenli   | Mãe de Xiaodouzi                                                                               |
| Wu Dai-wai    | Guarda Vermelha (chinês simplificado: 红卫兵; chinês tradicional: 紅衛兵; pinyin: Hóngwèibīng) |

## Prêmios e nomeações

### Festival de Cannes(1993)
- Venceu
  - Palma de Ouro (melhor filme)[3]

### Óscar(1993)
- Indicado
  - Melhor filme em língua não inglesa[4]
  - Melhor fotografia[4]

### Golden Globe
- Venceu
  - Melhor filme em língua não inglesa[5]

### Outros
- 1992 - Melhor Filme Estrangeiro do National Board of Review (EUA)[necessário esclarecer][carece de fontes?]
- 1993 - Melhor Filme em Idioma Estrangeiro (não-inglês) do BAFTA[necessário esclarecer][carece de fontes?]
- 1993 - Melhor Filme em Idioma Estrangeiro do Mainichi Film Concours[necessário esclarecer][carece de fontes?]
- 1993 - Melhor Filme Estrangeiro do Los Angeles Film Critics Association[necessário esclarecer][carece de fontes?]
- 1993 - Melhor Filme Estrangeiro do Boston Society of Film Critics Awards[necessário esclarecer][carece de fontes?]
- 1993 - Prêmio Especial para Leslie Cheung da Chinese Performance Art Association[necessário esclarecer][carece de fontes?]
- 1993 - Melhor Atriz (coadjuvante/secundária) para Gong Li do New York Film Critics Circle Awards[necessário esclarecer][carece de fontes?]
- 1993 - Prêmio Especial do Political Film Society[necessário esclarecer][carece de fontes?]
- 1993 - Sapo de Prata para Gu Changwei do Camerimage[necessário esclarecer][carece de fontes?]
- 1993 - concorreu ao Sapo de Ouro para Gu Changwei do Camerimage[carece de fontes?]
- 1994 - Melhor Filme Estrangeiro do César Awards[necessário esclarecer][carece de fontes?]
- 1994 - Melhor Ator de Filme Estrangeiro para Leslie Cheung do Japanese Critic Society[necessário esclarecer][carece de fontes?]